# Alice B. Toklas
Alice B. Toklas (San Francisco, 30 d'abril de 1877– París, 7 de març de 1967) va ser una escriptora membre de l'avantguarda al París del segle xx.

## Biografia
Nasqué amb el nom d'Alice Babette Toklas dins una família jueva de classe mitjana i d'origen polonès. Era l'única filla de Ferdinand i Emma (Levinsky) Toklas, i va créixer a San Francisco i Seattle, on el seu pare era comerciant. Va ser educada en escoles privades i a la Universitat de Seattle. Va estudiar piano, tenia interessos artístics i va fer amics a la comunitat artística de San Francisco.
Després de la mort de la seva mare el 1897 i del terratrèmol de 1906 a San Francisco, res la retenia a casa seva, on li esperava un futur com a serventa dels membres masculins de la família, i decidí marxar a París. Hi va conèixer Gertrude Stein el mateix dia, 8 de setembre de 1907, que hi va arribar. De seguida es van fer amigues i després amants, i van ser parella fins a la mort d'Stein, el 1946. Juntes van fer d'amfitriones d'un dels salons literaris i artístics més animats de París, des del 1907 fins al 1946, on acudien escriptors estatunidencs com Ernest Hemingway, Paul Bowles, Thornton Wilder i Sherwood Anderson, i pintors de l'avantguarda com Picasso, Matisse, i Braque.
Va fer de secretària, cuinera i assistenta de Gertrude Stein i mai no va publicar res fins a després de la mort de la seva amiga. Stein escrigué les seves memories l'any 1933 sota el títol Autobiografia d'Alice B. Toklas. I Aquest va ser el llibre amb més vendes de Stein.
Toklas es va fer catòlica a la seva vellesa i morí en la pobresa als 89 anys, sent enterrada al cementiri Père Lachaise; el seu nom està gravat al revers de la làpida de Stein.

## Obra
El 1954 Toklas publicà The Alice B. Toklas Cookbook, un llibre que barrejava records i receptes. La seva recepta més famosa, amb la contribució del seu amic Brion Gysin, és per a un Haschich Fudge, una mescla de fruits, nous, espècies, i haixix o marihuana. Aquest llibre de cuina ha estat traduït a molts idiomes.
Un segon llibre de cuina, Aromes i sabors del passat i del present, tot i que és signat per Toklas, és en gran part obra de l'editor del llibre, Poppy Cannon.
El 1963 Toklas publicà la seva autobiografia, What Is Remembered, la qual acaba abruptament amb la mort de la seva parella.

## Llegat
I Love You, Alice B. Toklas, és una pel·lícula protagonitzada per Peter Sellers realitzada el 1968, rep el seu nom dels cannabis brownies de Toklas.
El San Francisco Board of Supervisors votà l'any 1989 canviar de nom un bloc de Myrtle Street, entre Polk Street i Van Ness Avenue, a San Francisco, i donar-li el d'Alice B. Toklas Place, on havia nascut Toklas.